# カープっ娘TV
『カープっ娘TV』（カープっこティーヴィー）は、1988年4月から2005年3月31日までテレビ新広島で放送されたミニ番組・ローカルテレビ番組。
2017年1月9日から2018年3月30日までは、「カープっ娘TV2」として『TSSみんなのテレビ』内のコーナーとして放送されていた。

## 概要

### カープっ娘TV
前身の『カープとお天気』（広島東洋カープ関連の情報と天気予報を組み合わせた5分番組）〜『カープチャンネル』（天気予報の分離で番組名変更）を引き継ぐ形で放送開始。
シーズン中にはカープの試合経過を速報した。シーズンオフにはシーズンを振り返る企画やキャンプ情報の伝達、ウィークリークイズなどを実施。
放送枠は5分間であったが、実際の放送時間は正味2分と非常に短く、担当者が女子大生でアナウンスに不慣れなこともあって、番組後半で突然早口になったり、喋っている途中でタイムアップしたりするということがたびたびあった。
2003年9月頃から2005年3月の放送終了までは、公式サイトで月毎の担当者表が公開されていた。
2005年3月31日放送の最終回では、担当メンバー3人が番組終了の挨拶をし、17年間の放送に幕を閉じた。なお、当日夕方放送の『tssスーパーニュース』のエンディングでは、『カープっ娘TV』が最終回であることを、石井百恵アナウンサーが予告した。
番組終了後は、『tssスーパーニュース』のローカル枠を5分拡大してスポーツコーナー「広島スポーツの力」→「Hiroshima SPORTS」を設け、その中でカープ関連の情報を伝える他、サッカーJリーグ・サンフレッチェ広島や、その他広島県内の各種スポーツについても伝えるようになった。

### カープっ娘TV2
2017年1月9日の『TSSみんなのテレビ』内容リニューアルに伴い、「カープっ娘TV2」として12年ぶりに復活した。
『カープっ娘TV』時代とは異なり、1つの番組として独立しておらず、『TSSみんなのテレビ』（第1部）のコーナーとしての放送であった。このため、放送時間帯は厳密に定まっておらず、番組の放送内容により前後するほか、編成の都合上、放送されない場合もあった。最初期は16:58頃からの放送だったが、後に17:00過ぎの放送となった。
当初は、まどか・ゆい・ゆうきのカープっ娘3人体制であったが、2017年8月2日からは、STU48の今村美月と矢野帆夏を加えて5人体制となった。
ゆうきが担当した2017年9月18日は、放送時間中の17時13分に「阪神タイガース対広島東洋カープ24回戦」が試合終了し、広島東洋カープの37年ぶりセントラル・リーグ連覇が決まった。
2017年末をもって、ゆいが卒業し4人体制となってからも放送は継続された。しかし、2018年春の番組改編で『TSSプライムニュース/TSSプライムニュースフライデー』が開始されるのに伴い、『TSSみんなのテレビ』が終了するため、同番組の最終回をもって「カープっ娘TV2」も終了した。

## 放送時間

### カープっ娘TV
- 毎週月曜日 - 金曜日 18:55 - 19:00
ただし、テレビ新広島がカープの試合を中継する日には、2000年代初期に18:40放送開始になって以降は中止にされていた（雨天中止の場合には放送）。それ以前には本番組内に中継を挿入していた。

### カープっ娘TV2
- 毎週月曜日 - 金曜日 17時過ぎに約2分間[注 2]
『TSSみんなのテレビ』（第1部）に内包されており、放送時間帯は厳密に定まっていなかった。また、編成の都合上、放送されない場合もあった。
カープっ娘はスタジオ内に居るため、『TSSみんなのテレビ』（第1部・広島ローカルパート）の他コーナーにも出演していた。

## 担当者

### カープっ娘TV
カープっ娘は、広島県広島市近郊在住の女子大生の中から選ばれていた。また、テレビ新広島の新人女性アナウンサーも担当していた。カープっ娘は、現在のカープ女子の先駆けといえる。
- 米田佳代 - 2002年5月から[8]2005年3月31日まで[2]
- 串山真理 - 2003年4月から2005年3月31日まで[2]
- 小川千佳 - 2003年4月から2005年3月31日まで[2]
- 天野陽子[注 4] - 2003年4月21日から2004年3月1日まで[9]
- 西澤由美子 - 2004年1月頃まで
- 石井百恵[注 4] - 2000年から[10]2003年3月まで
- 上田裕子 - 2003年3月まで
- 伊藤里絵[注 5]
- 吉村幸[注 5]
- 坪内亜紀
- 山田さつき
- 三田ふみ子
ほか

### カープっ娘TV2
3人体制だった2017年7月までは、曜日に関係なく交替で担当していたが、5人（→4人）体制となった2017年8月以降は、曜日別担当となった。
変更の場合もあったが、水曜・木曜はSTU48の担当で固定されており、代理の出演者がいない場合は、テレビ新広島の女性アナウンサーが担当した。
| 担当者          | 担当期間  | 担当期間   | 2017年8月以降の担当 | 備考       |
| --------------- | --------- | ---------- | ------------------- | ---------- |
| まどか          | 2017.1.9  | 2018.3.27  | 火曜日              | 初回担当   |
| ゆうき          | 20171.10  | 2018.3.30  | 月曜日・金曜日      | 最終回担当 |
| ゆい            | 2017.1.11 | 2017.12.22 | 金曜日              |            |
| 今村美月(STU48) | 2017.8.2  | 2018.3.28  | 水曜日              |            |
| 矢野帆夏(STU48) | 2017.8.2  | 2018.3.29  | 木曜日              |            |